# Rosette (actrice)
Pour les articles homonymes, voir Rosette.
Françoise Quéré, dite Rosette, est une actrice de cinéma française, née le 6 septembre 1959 à Cherbourg (Manche).

## Biographie
Son jeu naturel et sensible a séduit de nombreux réalisateurs, dont Éric Rohmer qui tourne avec elle plusieurs de ses films[Combien ?].
Réalisatrice et scénariste de ses propres films, il lui est également arrivé d'être productrice et monteuse.
En 1986, elle enregistre un 45 tours, Bois ton café il va être froid (Polydor). Le clip est réalisé par Éric Rohmer et met en scène Pascal Greggory dans le rôle de son mari.
En 2008, elle publie son premier roman, Le Grand Méchant Père, puis en 2015 Pas farouche (éditions Grasset).
Elle est également peintre.

## Filmographie

### Actrice

#### Cinéma
- 1976 : D'amour et d'eau fraîche de Jean-Pierre Blanc
- 1981 : La Femme de l'aviateur, d'Éric Rohmer
- 1982 : Cinématon n° 192, de Gérard Courant
- 1982 : Chassé-croisé d'Arielle Dombasle
- 1983 : Pauline à la plage, d'Éric Rohmer
- 1985 : La Nuit porte-jarretelles, de Virginie Thévenet
- 1985 : Le Soulier de satin, de Manoel de Oliveira
- 1986 : Le Rayon vert, d'Éric Rohmer
- 1987 : Les Oreilles entre les dents, de Patrick Schulmann
- 1987 : La Brute, de Claude Guillemot
- 1987 : Bois ton café, court-métrage d'Éric Rohmer
- 1987 : Où que tu sois, d'Alain Bergala
- 1988 : Les Pyramides bleues, d'Arielle Dombasle
- 1988 : Portrait de groupe nos  84, 96, 146 et 221, de Gérard Courant
- 1989 : Couple n° 47, de Gérard Courant
- 1991 : Conte d'hiver, d'Éric Rohmer
- 1995 : Le Fils de Gascogne, de Pascal Aubier
- 1995 : Itinéraires héréditaires, Carnets filmés, de Gérard Courant
- 1997 : Grand Bonheur, de Hervé Le Roux
- 1998 : Lautrec, de Roger Planchon
- 2000 : Du poil sous les roses, de Jean-Julien Chervier
- 2001 : L'Anglaise et le Duc d'Éric Rohmer
- 2002 : Zones césariennes, Carnets filmés, de Gérard Courant
- 2005 : Aux Abois, de Philippe Collin
- 2006 : Les Amours d'Astrée et de Céladon, d'Éric Rohmer
- 2006 : Faut que ça danse !, de Noémie Lvovsky
- 2007 : Le Perroquet bleu, de Jacques Rozier
- 2009 : Lire no 65, de Gérard Courant
- 2009 : Direction Sud-Est, Carnets filmés, de Gérard Courant
- 2010 : Une petite zone de turbulences, d'Alfred Lot
- 2010 : Serge Gainsbourg : vie héroïque, de Joann Sfar
- 2011 :  Loin de Benjamin, de Julien Oliveri
- 2011 : Rassemblement pour célébrer le premier tiers d'existence des Cinématons, Carnets filmés, de Gérard Courant
- 2012 : Le Cœur d'une année, Carnets filmés, de Gérard Courant
- 2014 : Octobre 2014 à Paris, Carnets filmés, de Gérard Courant
- 2015 : Journal d'une femme de chambre, de Benoît Jacquot : Rose
- 2015 : Deux femmes au cinéma (court métrage), de Mathieu Hippeau
- 2015 : Bonjour Studio !, de Florian Benac
- 2018 : Alien Crystal Palace, d'Arielle Dombasle
- 2024 : Lire n°198 de Gérard Courant

#### Télévision
- 1979 : La Vie comme ça, de Jean-Claude Brisseau
- 1982 : Médecins de nuit de Jean-Pierre Prévost, épisode : Le Mensonge (série télévisée)
- 1982 : Les cinq dernières minutes, épisode : Dynamite et compagnie, de Gérard Gozlan
- 1983 : Bel-Ami, de Pierre Cardinal
- 1983 : Les Capricieux, de Michel Deville
- 1984 : Dernier Banco, de Claude de Givray
- 1984 : Jacques le fataliste, de Claude Santelli
- 1984 : Battling le Ténébreux, de Jean-Louis Roncoroni : Céline [2]
- 1986 : Série rose, épisode La Revanche,  d'Harry Kumel
- 1989 : Les Jeux de société, d'Éric Rohmer
- 1990 : Joséphine en tournée de Jacques Rozier
- 1991  : Ligne de chance, d'Emmanuel Fonlladosa
- 1993 : Parpaillon, de Luc Moullet
- 1994 : Les Cordier juge et flic : Un si joli témoin, d' Yves Amoureux

### Réalisatrice
- 1983 : Rosette sort le soir, court métrage
- 1984 : Rosette prend sa douche, court métrage
- 1985 : Rosette vend des roses, court métrage
- 1987 : Rosette cherche une chambre, court métrage
- 1988 : Rosette vole les voleurs, court métrage
- 1997 : Anniversaires, sketch Les Amis de Ninon
- 1999 : Une histoire qui se dessine, court métrage

## Publications
- Le Grand méchant père, récit, éditions Grasset, 2008
- Pas farouche, roman, éditions Grasset et Fasquelle, 2015, 160 p.  (ISBN 978-2-246-85764-8)
- Éric (l'ami Rohmer), éditions de Paris, 2024